# 约里特·贝尔赫斯马
雅各布·约里特·贝尔赫斯马（荷蘭語：Jacob Jorrit Bergsma，荷蘭語發音：[ˈjɔrɪt ˈbɛrxsmaː]，1986年2月1日—），荷兰男子速度滑冰运动员。

## 生平
他一开始是在自然冰上开始接触滑冰，7岁时，他开始练习室内滑冰。2009年，为了能够获得2010年温哥华冬奥资格，他和另外三名荷兰运动员准备归化至哈萨克斯坦，然而由于荷兰不承认双重国籍，他们不得不放弃这一计划。他在主攻速度滑冰的同时也有参加马拉松滑冰比赛，还曾在2010年和2012年获得过全国冠军，然而2017年8月，他因为伤病而不得不放弃马拉松滑冰。

## 家庭
他的妻子希瑟·贝尔赫斯马是美国速度滑冰选手，两人在2012年的一次世界杯分站赛上认识，之后两人便开始交往。2015年5月，两人正式结婚。